# Maxwell Frost
Maxwell Alejandro Frost (Orlando, 17 de janeiro de 1997) é um ativista e político estadunidense. Frost é o representante eleito pelo 10º distrito congressional da Flórida, tendo vencido a eleição de 2022 como candidato do Partido Democrata. Anteriormente, atuou como diretor de organização nacional do March for Our Lives.
A Associated Press (AP) anunciou a vitória de 2022, para Frost na noite de 8 de novembro. Frost é a primeira pessoa da Geração Z a ser eleita e a segunda nascida na década de 1990 (após Madison Cawthorn).

## Biografia

### Primeiros anos e formação acadêmica
Nascido em 17 de janeiro de 1997, filho de uma porto-riquenha com descendência libanesa e de um homem haitiano. A mãe de Frost teve uma infância dura, tendo experenciado a violência desde muito cedo. Em sua infância, Frost foi adotado por uma professora que emigrou de Cuba para os Estados Unidos nos chamados Freedom Flights e seu pai adotivo é um músico nascido no Kansas. Frost se identifica como afro-cubano. Voltou a ter contato com sua mãe biológica em junho de 2021. Frost frequentou a Osceola County School for the Arts em Orlando, na Flórida. Desde junho de 2022, ele está matriculado como estudante no Valencia College.

## Carreira política
Frost iniciou sua vida na militância política no ano de 2012, durante a campanha presidencial de Barack Obama para o pleito de reeleição do candidato democrata. Também foi voluntário na Newtown Action Alliance, uma organização criada em resposta ao Tiroteio na escola primária de Sandy Hook. Para Frost eventos como o Occupy Wall Street, o Massacre de Columbine, o Caso Trayvon Martin e o Massacre de Orlando influenciaram seu pensamento e foram determinantes na sua formação ideológica e militante. Como partidário Democrata, trabalhou para figuras como Bernie Sanders, Hillary Clinton e Margaret Good.

### Eleição em 2022
Em agosto de 2021, Frost anunciou sua candidatura à indicação democrata para o 10º distrito congressional da Flórida. Durante a campanha primária, ele lançou um anúncio de televisão em espanglês, afirmando "os latinos estão em um lugar onde sua primeira língua é o espanhol, mas também falam inglês e, francamente, sou eu...Falamos espanglês em casa, e eu sei que é o mesmo para muitas famílias latinas no distrito".
Frost derrotou o Senador Randolph Bracy e os ex-deputados Alan Grayson e Corrine Brown, entre outros democratas, nas primárias de 23 de agosto de 2022. Devido à inclinação democrata do distrito, esperava-se que Frost vencesse as eleições gerais em novembro; se eleito, ele seria o membro mais jovem do Congresso, o primeiro membro da Geração Z do Congresso e o primeiro membro afro-cubano do Congresso. Ele foi endossado por várias figuras políticas nacionais e locais, incluindo Jesse Jackson, o ex-presidente da Associação Nacional para o Progresso de Pessoas de Cor (NAACP), Ben Jealous, a ativista dos direitos civis Dolores Huerta e os senadores norte-americanos Bernie Sanders e Elizabeth Warren. Após o pleito, Frost tornou-se o primeiro membro da Geração Z a ser eleito para o Congresso.

## Posições políticas

### Meio-ambiente
Frost apoia o Green New Deal. Identificou a justiça ambiental como uma prioridade de sua campanha.

### Armas
Apoia o controle de armas e a mudança das políticas do setor armamentista nos Estado Unidos, adotando maior regulação e menor circulação de armas no país.

### Assistência médica
Frost posiciona-se a favor da universalização da saúde nos Estados Unidos e investimento na prevenção de pandemias.

### Justiça criminal
Entre suas posições, defende "construir um futuro sem prisão". Ainda apoia a descriminalização do trabalho sexual e do uso de maconha.

### Política externa
Frost endossa a solução de dois Estados para o conflito israelo-palestino e indicou sua intenção de viajar para Israel visando promover "a liderança dos EUA em trazer a paz a uma região que tão desesperadamente precisa e merece". Ele se autointitula como "pró-Israel" e "pró-Palestina". Ele apoia a ajuda militar incondicional dos EUA a Israel. Criticou o fundo de mártires da Autoridade Nacional Palestiniana que compensa as famílias de militantes mortos e feridos, comparando-o a uma tática de recrutamento do Hamas com o objetivo de cometer violência politicamente motivada contra Israel. Frost se opõe veementemente ao movimento Boicote, Desinvestimento e Sanções (BDS), acusa-o de abrigar a liderança de organizações terroristas e sugere que as empresas que participam do BDS, por sua vez, sejam desinvestidas.

#### Controvérsia de reversão de posição pró-Palestina
No início de agosto de 2022, o site de notícias judaico Jewish Insider publicou um questionário de candidato da campanha de Frost no Congresso que marcou uma reversão repentina nas posições de política externa de Frost sobre Israel e Palestina. Frost já havia participado do ativismo pró-Palestina, mas no questionário ele se distanciou de seu passado ao declarar uma postura agressiva contra o movimento BDS, pedindo ajuda militar incondicional a Israel e declarando sua oposição ao antissionismo. Após o questionário, sua campanha lançou um documento de posição que formalizou essas posições.
Desde então, grupos progressistas criticaram Frost por "abandonar a Palestina em seu caminho para a vitória nas primárias democratas" e se envolver em uma confusão sendo que o voto pelo correio para as eleições primárias já havia sido iniciado antes de sua mudança nas posições políticas.

## Vida pessoal
Frost é fluente em espanhol e inglês. Também atua como baterista de jazz e toca timbales. Sua banda de nove membros do ensino médio Seguro Que Sí apresentou-se no desfile durante a segunda posse de Obama em 2013.